# أبا (غوهران)
أبا (بالفارسية: اپا) هي مستوطنة تقع في إيران في قسم غوهران الريفي.